# Cousso
Cousso est un village portugais (fréguesia) situé au nord du Portugal et qui existe depuis l'année 1567 et acquiert ses frontières actuelles en 1681. De ce village dépendent administrativement 2 autres villages appelés Cela et Virtelo. Depuis 1855, il fait partie du "concelho de Melgaço" (équivalent d'une circonscription en France) dans le "districto de Viana do Castelo" (équivalent du département) de la région du "Minho". Avant cette date, Cousso appartenait au «  concelho de Valadares » du district de Monção.  
Ce village est traversé par le fleuve "Rio Mouro", affluent d'un grand fleuve ibère, le Rio Minho

## Origine du nom
En ce qui concerne l’origine du nom « Cousso », deux hypothèses sont mises en avant. Certains attribuent le nom Cousso à l’arabe « cançon » qui signifie arc (à flèche), d’autre pense qu’il viendrait du portugais « couto » signifiant « bois réservé » 

## Géographie et climat
Situé en plein nord du Portugal près des massifs de la "Peneda do Gêres", Cousso est un village de basse montagne offrant à ses habitants de belles étendues de verdure. Son climat est doux, malgré des nuits assez venteuses, comparable à celui du sud de la France. 
Le village de Cousso se divise en plus d'une vingtaine de zones. Les habitants de Cousso s’identifient à ces différentes zones qui comptent parmi les plus connues par la population locale :
- À Tujeira (premier quartier de Cousso)
- À Lameira
- Cruzeiro
- As Pedras
- À Laja
- À Courtinha
- O Borrageiro
- Entre-as-Casas
- O Côto
- À Buspeira
- À Barreira
- O Têzo
- O Bal
- À Fontinha
- À Perreira
- À Portela
- À Veiga…

## Patrimoine culturel
Cousso possède une église ainsi que plusieurs chapelles situées à Virtelo, "capela de Sao Tiago" (la chapelle de saint Jacques) et à Cela, "capela da nossa Senhora da Boa Morte" . Le Saint-Patron de ce village est "Sao Tomé" (saint Thomas). La religion étant omniprésente au Portugal, les habitants de Cousso, ainsi que d'autres villages portugais, ont érigé un petit abri en forme de chapelle afin d'abriter des statuettes de saints tel que saint Antoine ou saint Tomé.
À côté de l’église, les croyants ont construit la maison des âmes (Casa das Almas) pour que les proches des défunts puissent offrir symboliquement du pain et du vin (corps et sang du Christ) aux pauvres.
Cette tradition est aujourd’hui abandonnée, la Casa das Almas sert de salle de catéchisme. L’ancien cimetière accolé à la Casa das Almas à lui aussi été abandonné en 1978, remplacé cependant par un nouveau situé un peu plus en retrait du village.

## Éducation
Grâce au regroupement des villages voisins, Cousso a pu faire construire une école en 1936 pour les enfants de Cousso et de Virtelo, le village de Cela ayant déjà sa propre école. Aujourd’hui, à cause des phénomènes d’émigration de la population locale, l’école a été laissée à l’abandon. Cependant, tous les ans des fêtes sont organisées dans cette école afin de la faire revivre le temps d’un repas ou d’un concert d’accordéon.

## Anecdotes
Les villageois de Penso (un village proche de Cousso) venus célébrer une fête religieuse à Cousso, amenèrent  pour preuve de leur foi, une statue de saint Thomas (Saint Patron de Penso), ornée de fleurs afin d’effectuer une procession en son honneur. 
La coutume veut que les  processions se terminent par une messe où le saint doit entrer dans l’église de face et en  sortir de face.
Par maladresse, les villageois de Penso sortirent la statue de dos, ce qui les contraignit à abandonner celle-ci à l’intérieur de l’église suivant la coutume. Depuis ce jour, les habitants de Cousso et de Penso célèbrent chaque année durant les mois estivaux une fête en l'honneur de ce fameux saint Thomas. 

## Sports
Cousso possède son propre stade de football permettant ainsi à ses habitants d'organiser des tournois inter-villages (village de Gave, Virtelo, etc.). Récemment, le village s'est doté d'une équipe de foot amateur appelée le FC Cousso.

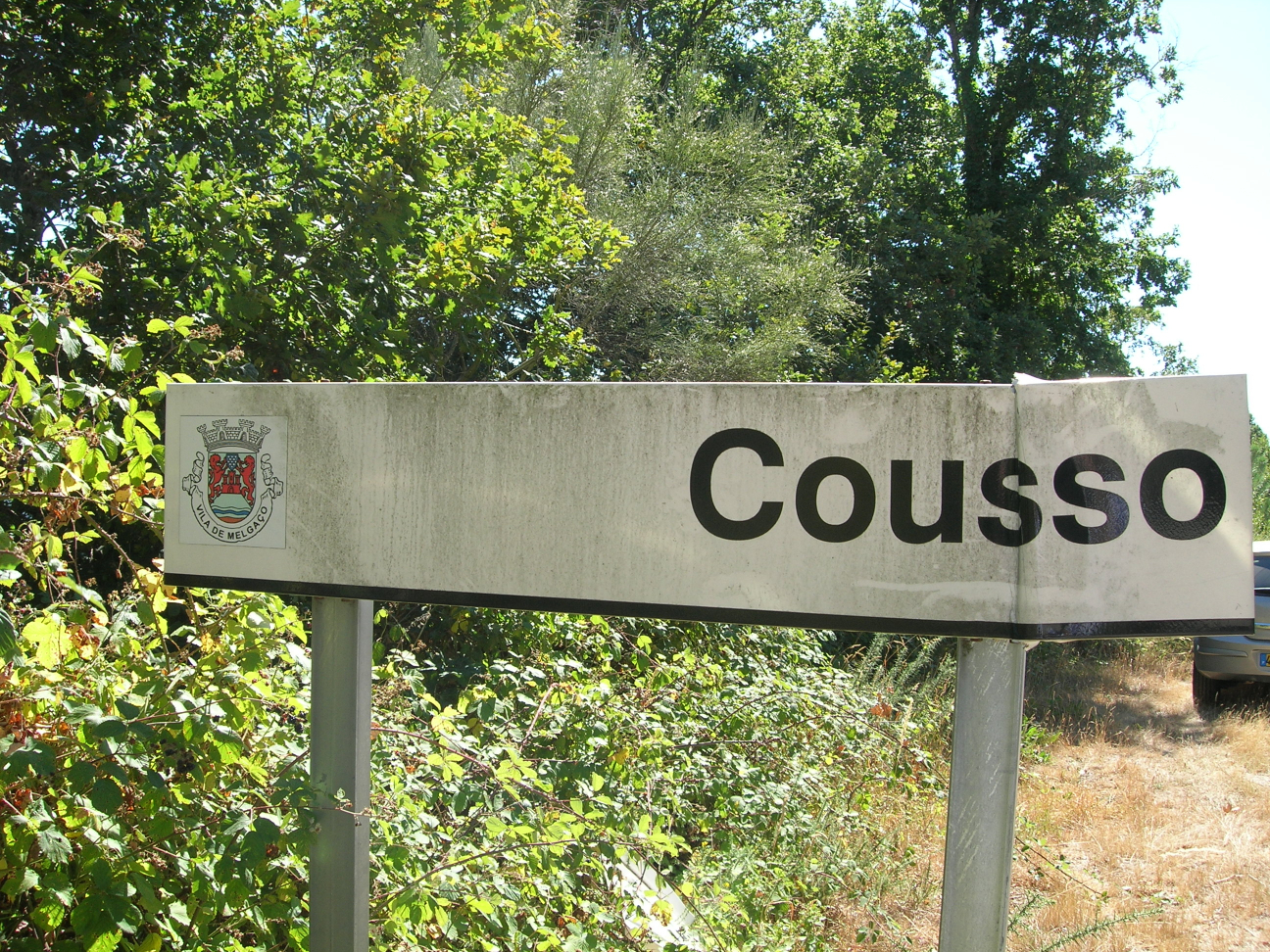
Bienvenue à Cousso
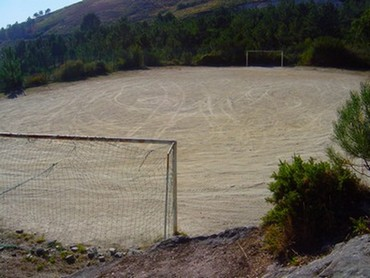
Stade de Cousso
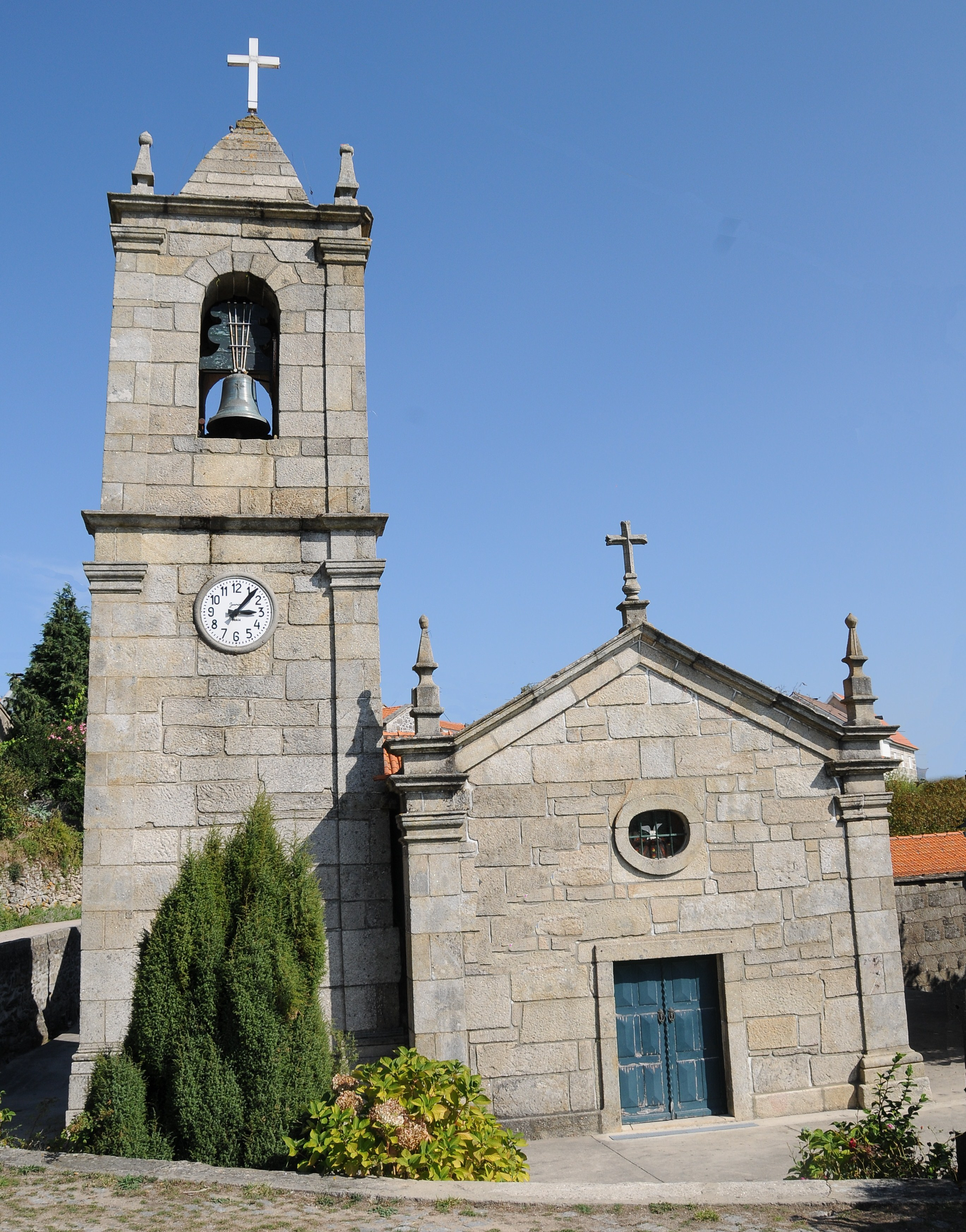
Église de Cousso
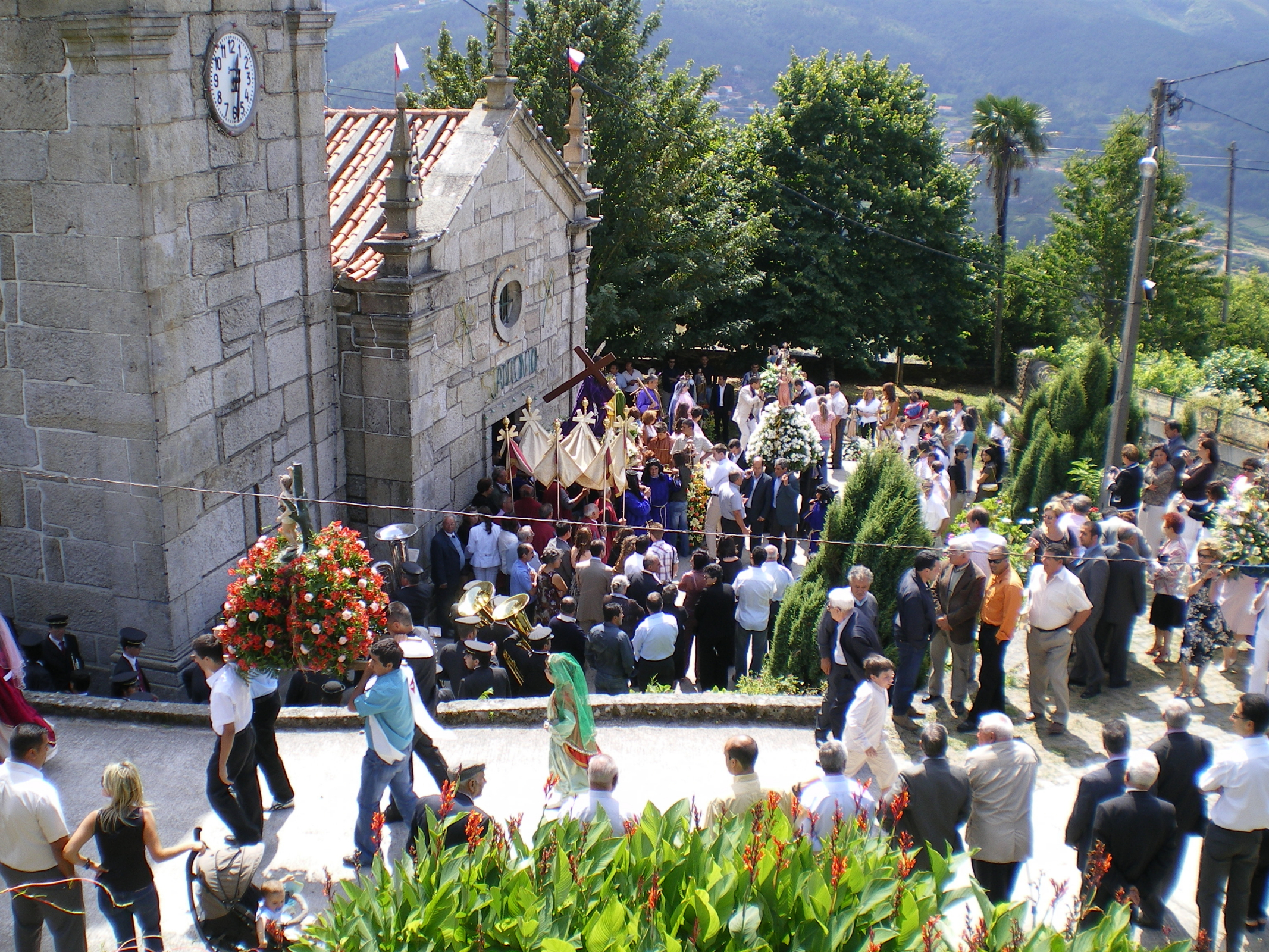
Fête de Cousso

### Source
- http://www.freguesiasdeportugal.com/distritoviana/03/cousso/cousso.htm